# Сен-Дизье (округ)
Сен-Дизье (фр. Saint-Dizier) — округ (фр. Arrondissement) во Франции, один из округов в регионе Шампань-Арденны. Департамент округа — Марна Верхняя. Супрефектура — Сен-Дизье.
Население округа на 2006 год составляло 73 764 человек. Плотность населения составляет 47 чел./км². Площадь округа составляет всего 1571 км².